# Hubert de Blanck

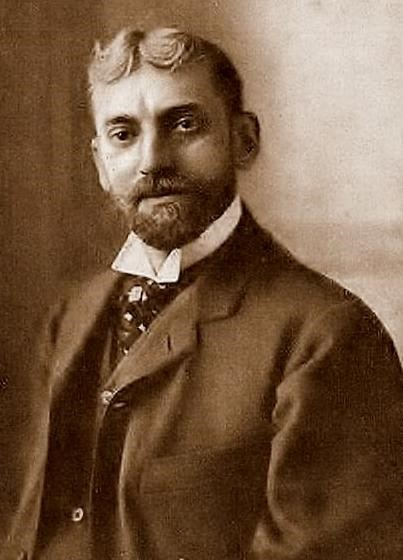
Hubert de Blanck

Hubert de Blanck (* 14. Juni 1856, nach anderen Quellen 11. Juni 1856, in Utrecht; † 28. November 1932 in Havanna) war ein kubanischer Pianist und Komponist niederländischer Abstammung. Er war der Vater der kubanischen Komponistin und Musikpädagogin Olga de Blanck.

## Biografie
Hubert de Blanck studierte am Conservatoire Royal de Musique de Liège und bei Ferdinand Hiller am Konservatorium in Köln. 1873 begann er seine Pianistenlaufbahn in Sankt Petersburg. Er war Professor am College of Music in New York. 1883 ließ er sich in Havanna nieder. Dort gründete er 1885 ein eigenes Konservatorium, das sich offiziell Conservatorio Nacional de Música nannte. Er wurde zum Präsidenten der Musikabteilung der 1910 gegründeten Academia Nacional de Artes y Letras in Havanna berufen. Er veranlasste 1918 die Gründung eines kubanischen Symphonieorchesters durch die Gesellschaft Pro-Arte Musical.
Werke wie die Opern Hiacona (1889), Los hijos de los peregrinos (1891), Patria (1899), Actea (1905) und La princesa morisca (1906), die Zarzuela Dólores (1916), die Suite sinfónica (1881) und Poema sinfónico (1894) für Orchester, das Klavierquintett von 1914, die Paraphrase über die Nationalhymne Himno Bayamé für Klavier (1897) und das Oratorium Magdalena (1891) weisen de Blanck als von der Romantik beeinflussten Virtuosen und Komponisten aus.